# Bidessonotus
Bidessonotus är ett släkte av skalbaggar. Bidessonotus ingår i familjen dykare.

## Dottertaxa tillBidessonotus, i alfabetisk ordning[1]
- Bidessonotus bicolor
- Bidessonotus browneanus
- Bidessonotus canis
- Bidessonotus caraibus
- Bidessonotus championi
- Bidessonotus dubius
- Bidessonotus fallax
- Bidessonotus inconspicuus
- Bidessonotus inigmaticus
- Bidessonotus longovalis
- Bidessonotus melanocephalus
- Bidessonotus mexicanus
- Bidessonotus mobilis
- Bidessonotus morosus
- Bidessonotus nepotinus
- Bidessonotus obtusatus
- Bidessonotus otrerus
- Bidessonotus paludicolus
- Bidessonotus peregrinus
- Bidessonotus pictus
- Bidessonotus ploterus
- Bidessonotus pollostus
- Bidessonotus pulicarius
- Bidessonotus regimbarti
- Bidessonotus rhampherens
- Bidessonotus rubellus
- Bidessonotus sobrinus
- Bidessonotus tibialis
- Bidessonotus truncatus
- Bidessonotus vicinus